# Найперша жертва
«Найперша жертва» (англ. Victim Prime) — науково-фантастичний антиутопічний роман американського письменника-фантаста Роберта Шеклі. Уперше роман опублікований у лондонському видавництві «Methuen» у 1987 році. У романі на фоні фантастичного сюжету — розпаду традиційної західної цивілізації унаслідок екологічної та економічної катастрофи у більшості розвинених країн Європи та Північної Америки, та пошуки жителями цих країн нових джерел заробітку, на основі чого виникають нові цивілізаційні центри, спосіб життя та можливості заробітку в яких значно відрізняються від традиційних — зокрема, в романі описується острів Есмеральда з групи Багамських островів, на якому основним джерелом заробітку є полювання однієї людини на іншу, що перегукується з іншими творами Шеклі, а саме «Сьома жертва» і «Десята жертва», а також романом Стівена Кінга «Людина, що біжить» — автор робить спробу дати відповідь на питання, чи має людина не втрачати свої людські якості незалежносто від обставин, у яких вона опинилась.

## Сюжет роману
Дія роману відбувається в недалекому майбутньому. На Землі відбулась екологічна катастрофа внаслідок небажання, а пізніше відсутності коштів у провідних країн Європи та Північної Америки. Екологічна катастрофа спричинює економічну катастрофу в промислово розвинутих країнах, і на провідні ролі виходять країни Азії. У романі показано, зокрема, катастрофічну ситуацію в США. Великі промислові підприємства не працюють, а ґрунти з кожним роком стають менш родючими. На території країни лютують епідемії смертельних інфекційних захворювань, а населення тероризують озброєні банди. У зв'язку із відсутністю можливості заробітку в європейських та північноамериканських країнах частина людей пробують взяти участь у шоу полювання людини на людину, яке організоване на викупленому в Багамських Островів острові Есмеральда та транслюється по телебаченню на усі провідні країни світу. Роман розпочинається із опису відбуття головного героя книги Гарольда Ердмана із містечка Кін-Веллі в штаті Нью-Йорк до острова Есмеральда. Кошти на поїздку зібрала громада містечка, і за це Гарольд має частину зароблених грошей відіслати на потреби жителів громади. Дорогою Гарольд кілька разів ледь не стає жертвою озброєних бандитів, проте його рятує вміння поводитись із зброєю та вроджене відчуття небезпеки. Він дістається до Флориди, звідки на старому літаку відлітає до Есмеральди.
Після прильоту біля аеропорту Гарольд знайомиться із Майклом Альбані, який представляється найкращим Наводчиком на острові, тобто особою, яка дістає інформацію для мисливця, а також зброю та інші технічні засоби. Той відвозить Гарольда до готелю, де він після короткого відпочинку зустрічається із дівчиною Норою, яка виїхала до Есмеральди з його містечка трохи раніше, і також підтримує міську громаду грошима. Нора пропонує Гарольду тимчасово пожити в неї на квартирі, на що той погоджується. Пізніше Гарольд повторно зустрічається з Альбані, який пропонує йому приєднатись до Мисливців, та навіть побачити на власні очі організацію засідки на Жертву — особу, на яку полює Мисливець, яка, проте, має право також організувати полювання на Мисливця. Гарольд виїжджає на засідку з Альбані, під час чого якимсь дивом зумів розгледіти небезпеку для Наводчика та Мисливця, з яким він співпрацював. За це Альбані дарує Гарольду два білети на щорічний Мисливський бал — головну подію року на острові. Перед балом Гарольд проходить визначене випробування, та стає офіційно зареєстрованим мисливцем. На бал він іде разом із Норою, і там випадково знайомиться із іншим мисливцем Лувейном Добреєм та його двоюрідною сестрою Джекінс. Лувейн помічає, що Гарольд новачок на полюванні, та вважає його трохи незграбним. Після балу він просить свого далекого родича, який працює в адміністрації острова, та є одним із організаторів Полювання, щоб він влаштував йому поєдинок саме з Гарольдом, причому Гарольд має бути Мисливцем, а Лувейн — Жертвою. Причиною цього стали не дуже вдалі останні Полювання Лувейна, коли його жертви гинули чисто випадково. Той погоджується допомогти, і за деякий час Гарольд отримує повідомлення, що його першою Жертвою став Лувейн Добрей. Під час отримання цього повідомлення новоспечений Мисливець прогулювався разом із Джекінс, яка вважає цей вибір адміністрації Ігор невипадковим. Після цього Гарольд приходить до Майкла Альбані, та просить його стати в нього Наводчиком. Той погоджується, оскільки також переживає не кращі часи, оскільки декілька його клієнтів-Мисливців стали жертвами Полювання, чому за різними обставинами Альбані не міг завадити. Тим часом Джекінс дізнається, що це саме їх з Лувейном родич підстроїв малоймовірну комбінацію, в результаті якої суперником Лувейна став Гарольд.
Тим часом Гарольд отримує повідомлення від Альбані, що Лувейн сидить у кафе в самому центрі міста, і вирішує швидко провести Полювання. Проте вони обидвоє не знають, що Лувейн приготувався до такого варіанту подій, і сам чекає, коли можна буде вбити Гарольда. Той прямує до місця перебування Лувейна, який вже приготувався вбити Гарольда, проте на шляху новоспеченого Мисливця з'являється ведучий цілодобового телевізійного шоу Гордон Філакіс, який забажав саме в цей момент взяти інтерв'ю в Гарольда. Воно виявилось тривалим, і цей варіант Полювання довелось скасувати. Після цього Лувейн організовує ще більш підступніший план. Він віддає одному із знайомих Альбані так звану Картку Зради, власник якої, за мисливськими правилами, може змусити будь-яку людину до зради близької людини. За допомогою цієї картки він намагається заманити Гарольда до свого заміського будинку, де він буде його очікувати, готовий до поєдинку з ним, із розрахунку, що Гарольд примусить до зради Лувейна когось із слуг у заміському будинку. Про цю комбінацію дізнається Джекінс, та за допомогою Нори пробує завадити цьому підстроєному вбивству. Проте Гарольд до цього часу вже відбув до будинку Лувейна. Єдиним виходом, щоб врятувати Гарольда залишається те, щоб він разом із Лувейном потрапили до фіналу Мисливських Ігор — Великої Розплати, яка має відбутись найближчими днями. Їм разом із своїм родичем вдається досягти цього, тому це полювання офіційно зупиняється до наступного фінального поєдинку Мисливців на арені величезного цирку, який є майже точною копією римського Колізею. Після тривалих приготувань та виступів на арені інших мисливців, до поєдинку приступають Гарольд і Лувейн. Вони мають битися на льдовому майданчику на ковзанах бойовими сокирами, а в ближньому бою — кинджалами. Спочатку в цьому поєдинку перевагу отримує Лувейн, якому вдається поранити Гарольда. Він замахується, щоб добити Гарольда, проте Гарольд ухиляється від удару, проїхавшись на животі по льоду. Лувейн побіг до Гарольда, щоб завдати тому смертельного удару, той же вирішує, не маючи іншого виходу, кинути в нього по льоду сокирою. Лувейн раптово послизається на льоду, та падає спиною на сокиру Гарольда. Той підхотить до Лувейна, та намагається його втішити. Лувейн говорить, що він навіть полюбив Гарольда, проте дивно, що вони, щоб стати друзями, мусили намагатися вбити одне одного. За кілька хвилин Лувейн помирає, а Гарольда натовп виносить із арени, щоб коронувати титулом переможця Великої Розплати.

## Переклади
Роман «Найперша жертва» перекладений німецькою, російською, французькою та італійською мовами. Українською мовою роман перекладений 1992 року. та опублікований у журналі «Всесвіт» у № 5—6 за 1992 рік.